# ウォルター・アースキン (第11代マー伯爵)
第13代ケリー伯爵および第11代マー伯爵ウォルター・ヘンリー・アースキン（英語: Walter Henry Erskine, 13th Earl of Kellie, 11th Earl of Mar、1839年12月17日 – 1888年9月16日）は、スコットランド貴族、フリーメイソン。1866年から1872年までフェントン子爵の儀礼称号を使用した。

## 生涯
ウォルター・コニングスビー・アースキン（後に第12代ケリー伯爵を継承。マー伯爵の継承も主張した）とエリーズ・ヤングソン（Elise Youngson、1814年頃 – 1895年7月14日、ウィリアム・ヤングソンの娘）の息子として、1839年12月17日にインドで生まれた。1859年3月31日にオックスフォード大学ブレーズノーズ・カレッジに入学、1862年にB.A.の学位を、1866年にM.A.の学位を修得した。
1872年1月15日に父が死去すると、ケリー伯爵を継承、父の代より続いていたマー伯爵への請求も引き継いだ。1875年2月25日、貴族院は裁定を下し、第13代ケリー伯爵によるマー伯爵の継承権を認めた。1885年に「マー伯爵位返還法」（Earldom of Mar Restitution Art）が可決されると、第13代ケリー伯爵の継承権は1565年創設のマー伯爵に限定され、中世創設のマー伯爵はジョン・フランシス・アースキン・グッドイヴが継承するものとされた。
保守党に所属し、1876年から1888年までスコットランド貴族代表議員を務めた。また、1882年から1885年までスコットランド・グランドロッジのグランドマスターを務めた。
1888年9月16日にアロアで死去、息子ウォルター・ジョン・フランシスが爵位を継承した。

## 家族
1863年10月14日、メアリー・アン・フォーブズ（Mary Anne Forbes、1927年5月22日没、ウィリアム・フォーブズの娘）と結婚、3男6女をもうけた。
- ウォルター・ジョン・フランシス（1865年 – 1955年） - 第14代ケリー伯爵、第12代マー伯爵
- エレン・メアリー（Elyne Mary、1866年10月13日 – 1891年10月4日）
- コンスタンス・エリス（Constance Elise、1869年1月6日 – 1959年2月22日）
- ウィリアム・オーガスタス・フォーブズ（英語版）（1871年 – 1952年） - 外交官として在キューバ、ブルガリア、ポーランド公使を歴任。1908年2月18日、ジョージアナ・ヴァイオラ・エレノア・ウォード（Georgiana Viola Eleanor Ward、1972年5月14日没、ウィリアム・ハンブル・ダドリー・ウォードの娘）と結婚、子供あり
- メアリー（1873年没）
- ルイーザ・フランシス（1875年6月12日 – 1965年12月15日） - 修道女
- フランシス・エリザベス（1967年1月22日没） - 1899年7月29日、フレデリック・タフネル（Frederick Tufnell、1920年2月28日没）、子供あり
- アリス・モード・メアリー（Alice Maud Mary、1878年12月12日 – 1967年5月24日）
- アレクサンダー・プリムローズ・フォーブズ（Alexander Primrose Forbes、1881年8月13日 – 1925年6月20日） - 1916年7月11日、アイリーン・アネット・キャンベル（Irene Annette Campbell、1968年1月17日没、アーチボルド・イアン・キャンベルの娘）と結婚、子供あり